# Военно-юридическая служба (телесериал)
«Военно-юридическая служба» (англ. JAG от Judge Advocate General) — американский телесериал. Также известен под названиями «Военные следователи» и «Военное расследование». Первоначально транслировался на телеканале NBC, но в 1996 после первого сезона был снят с показа из-за низких рейтингов. В 1997 году телеканал CBS продолжил трансляцию и телесериал выходил на телеэкраны в течение десяти сезонов.
В 2003 году начались съемки спин-оффа сериала — «Морская полиция: Спецотдел».

## Сюжет
Бывший пилот коммандер Хармон Рэбб и морской пехотинец майор Сара МакКензи работают военными юристами в Корпусе судей и адвокатов и занимаются судебными расследованиями, связанными с убийствами, изменой и терроризмом. Они влюблены друг в друга, но профессиональная этика не позволяет им завязать отношения.

## В ролях
- Дэвид Джеймс Эллиотт — коммандер/капитан Хармон (Харм) Рэбб
- Кэтрин Белл — подполковник Сара (Мак) МакКензи
- Трэйси Нидэм — лейтенант Мэг Остин (сезон 1)
- Патрик Лабиорто — лейтенант Бад Робертс
- Джон М. Джексон — адмирал Альберт Чегвидден
- Чак Кэррингтон — полицейский надзиратель Джейсон Тёрнер
- Скотт Лоуренс — командер Старгис Тёрнер
- Кэрри Тёрнер — лейтенант Харриэт Симс
- Зоуи Маклелан — полицейский надзиратель Дженнифер Коатс
- Рэнди Васкес — комендор-сержант Виктор Галиндес
- Тревор Годдар — лейтенант-коммандер Мик Брамби
- Стивен Калп — специальный агент Клейтон Вебб
- Нэнси Чамберс — лейтенант Лорен Сингер
- Майкл Бельисарио — курсант/старшина Майк Робертс
- Андреа Паркер — лейтенант Кейтлин Пайк

## Награды и номинации
С 1996 по 2003 год телесериал 11 раз номинировался на прайм-таймовую премию «Эмми» в номинациях «Лучшая музыка в драматическом телесериале», «Лучшие костюмы», «Лучший монтаж» и «Лучшая работа оператора с одной камерой». В 1996 году монтажёр Ян Козловский получил приз за пилотную серию, а в 1997 и 1999 приз достался костюмеру Полу Дафелмайру за работу в сериях «Ковбои и казаки» и «Цыганские глаза».